# Conjoint des chefs d'État allemands
 (janvier 2018).
Si vous disposez d'ouvrages ou d'articles de référence ou si vous connaissez des sites web de qualité traitant du thème abordé ici, merci de compléter l'article en donnant les références utiles à sa vérifiabilité et en les liant à la section « Notes et références ».
L’épouse du président de la République fédérale d'Allemagne est considérée comme étant la Première dame d'Allemagne (Erste Dame im Staat en allemand), bien que ce titre ne soit guère officiel.
Auparavant, avant l'instauration de la République fédérale allemande, il était donné à l'épouse du président du Reich jusqu'à ce que l'arrivée d'Adolf Hitler au pouvoir mette un terme à cette tradition, entre 1934 et 1945.
Aucun texte officiel ou statut juridique ne définit le rôle de l'épouse ou de la compagne du chef de l'État allemand, bien que celle-ci puisse disposer d'un bureau et d'un secrétariat particulier au château de Bellevue, le siège de la présidence. En outre, elle a le droit de soutenir une association, comme c'est généralement le cas puisque, depuis de nombreuses années, chaque épouse de présidente a dirigé le comité allemand de l'UNICEF, par exemple.
Depuis le 19 mars 2017, Elke Büdenbender, la compagne du président Frank-Walter Steinmeier, est considérée comme la Première dame allemande, du fait de l'élection de son compagnon à la présidence fédérale. 

## Historique

### Sous la République de Weimar

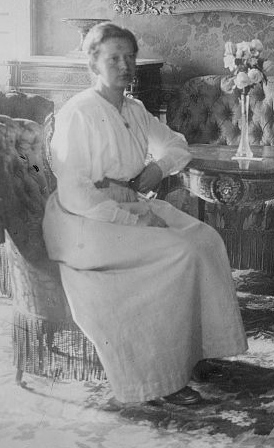
Portrait de Louise Ebert.

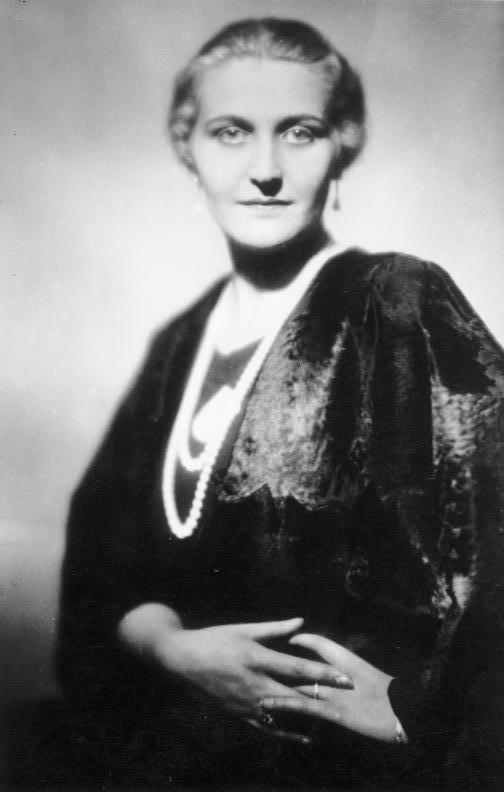
Magda Goebbels.

Le 9 novembre 1918, l'empereur (Kaiser) Guillaume II d'Allemagne décide d'abdiquer. Un peu plus de quatre mois plus tard, la monarchie ayant été abolie, le social-démocrate Friedrich Ebert est élu président du Reich au suffrage universel indirect. Il est le premier dirigeant de la République de Weimar. Le nouveau président doit alors diriger un pays sévèrement atteint par la défaite, après la Première Guerre mondiale, et qui, bientôt, sera amputé d'une partie de son territoire et en butte à des difficultés économiques qui favoriseront, plus tard, l'ascension de courants nationalistes et fascistes.[réf. nécessaire]
Friedrich Ebert et son épouse Louise s'installent au palais présidentiel (Reichspräsidentenpalais). Issue d'un milieu très modeste, sinon pauvre, Louise Ebert doit rapidement s'habituer au protocole qu'impose la fonction de son mari ainsi qu'aux privilèges dont jouit le chef de l'État. Relativement discrète, elle suscite néanmoins la curiosité de l'opinion publique puisque c'est la première fois que l'Allemagne n'a plus, à sa tête, un couple royal, jadis incarné par Guillaume II et son épouse Augusta-Victoria de Prusse, mais bien un couple présidentiel. Supportant assez mal le poids des contraintes imposées à sa famille et la diffamation dont fait l'objet son mari, Louise Ebert sera vivement éprouvée durant ces années, d'autant que Ebert, épuisé par l'opposition farouche qu'il doit combattre et le déshonneur que nourrissent à son égard ses adversaires, meurt le 28 février 1925, âgé de cinquante-quatre ans.[réf. nécessaire]
Le 26 avril 1925, le maréchal Paul von Hindenburg, riche d'un certain prestige qu'il doit à son passé d'officier militaire durant la Première guerre mondiale, est élu président du Reich, cette fois-ci à l'issue d'une élection présidentielle directe. Veuf depuis plusieurs années, son épouse Gertrud étant décédée en 1921, il demande à sa belle-fille Margarete (de) d'être l'hôtesse du palais présidentiel, ce qu'elle accepte à condition que ses enfants et son mari Oskar, le fils du maréchal, s'installent avec lui dans la demeure présidentielle. Margarete von Hindenburg sera chargée de l'intendance du palais et de l'accompagnement du vieux chef de l'État jusqu'à la mort de celui-ci, le 2 août 1934.[réf. nécessaire]

### Le « cas particulier » duIIIeReich
La mort du maréchal von Hindenburg permet à Adolf Hitler, devenu chancelier du Reich un an plus tôt, de s'approprier l'ensemble des pouvoirs et de se proclamer « Führer », c'est-à-dire chef du régime. Étant lié à Eva Braun depuis quelques années mais refusant de se marier ou même d'assumer sa liaison avec elle, Hitler va mettre un terme à la tradition de première dame, préférant mettre en valeur le modèle de la « mère allemande » qu'incarne d'après lui Magda Goebbels, l'épouse de son ministre de la Propagande, Joseph Goebbels, qui apparaîtra régulièrement dans les réceptions officielles et sur les écrans de la propagande nazie et apparaît ainsi comme « Première dame » du Reich,,. 
Le Führer ayant refusé de s'unir à sa maîtresse pour apparaître « marié à l'Allemagne », il ne sera jamais question de faire d'Eva Braun la première dame officielle ou officieuse du IIIe Reich. Cette situation dure jusqu'en 1945 et la chute du régime nazi, vaincu par les Alliés.

### Sous la République fédérale d'Allemagne
Ce n'est qu'au mois de septembre 1949, avec l'élection de Theodor Heuss à la présidence de la République fédérale d'Allemagne, qu'est restaurée la tradition de l'épouse du chef de l'État. Doté de pouvoirs considérablement réduits à cause du fâcheux précédent de la République de Weimar, le président de la République fédérale est néanmoins pourvu d'une certaine autorité morale. Elly Heuss-Knapp gagne le respect de l'opinion publique : riche d'un passé politique puisqu'elle a siégé au Parlement de l'État de Wurtemberg-Bade entre 1946 et 1949, elle dirige une fondation, Müttergenesungswerk, qu'elle contribue à faire connaître. Elle décède néanmoins brutalement le 19 juillet 1952, dans l'exercice des fonctions de son mari.[réf. nécessaire]
Le 18 mars 2012, Joachim Gauck est désigné président fédéral. Sa compagne, Daniela Schadt, devient alors la première dame d'Allemagne. C'est la première fois que le couple présidentiel allemand n'est pas marié, Gauck étant séparé de son épouse depuis plusieurs années, mais la presse et les services de la présidence présentent régulièrement Daniela Schadt comme la première dame du pays, ce qui lui donne l'occasion d'accompagner le chef de l'État quand elle le souhaite.[réf. nécessaire]

## Rôle de l’épouse du président
Bien que le rôle de « première dame » ne soit pas officiel, l'épouse, ou compagne, du président fédéral dispose d'un bureau et d'un secrétariat particulier, qui doit gérer ses activités si toutefois elle souhaite s'engager en faveur d'une fondation ou de toute autre cause. Outre le soutien qu'elle peut apporter à une association, elle doit également accueillir les invités de la présidence au château de Bellevue et peut accompagner le chef de l'État lors de ses déplacements, que ce soit en Allemagne comme à l'étranger. Elle peut, en outre, mettre sa notoriété d'épouse au profit d'une organisation qu'elle dirigerait comme c'est généralement le cas pour le comité allemand de l'UNICEF, dont le parrainage revient à la première dame d'Allemagne depuis déjà plusieurs années.[réf. nécessaire]
Bon nombre d'épouses de présidents fédéraux se sont illustrées pour leurs efforts dans le domaine de l'humanitaire : ainsi, la tradition veut que la Première dame allemande puisse prendre part dans les différentes activités des associations caritatives comme Müttergenesungswerk, la « Fondation pour la santé maternelle », traditionnellement parrainée par la femme du président.

## Liste des épouses des présidents d'Allemagne

### Les épouses des présidents du Reich
| Période   | Nom                                                                                      | Vie         | Époux               | Portrait                 |
| --------- | ---------------------------------------------------------------------------------------- | ----------- | ------------------- | ------------------------ |
| 1919-1925 | Louise Ebert                                                                             | 1873-1955   | Friedrich Ebert     | Portrait de Louise Ebert |
| 1925-1934 | Margarete von Hindenburg (de)                                                            | 1897 - 1988 | Paul von Hindenburg |                          |
| 1945      | Eva Hitler (connue sous le nom de Eva Braun, car mariée à Hitler la veille de leur mort) | 1912-1945   | Adolf Hitler        |                          |
| 1945      | Ingeborg Dönitz                                                                          |             | Karl Dönitz         | -                        |

Magda Goebbels, l'épouse du ministre de la Propagande Joseph Goebbels, fut présentée comme l'officieuse « Première dame » du Reich, lors des réceptions et voyages officiels réalisés par le Führer, Adolf Hitler. Ce rôle mondain fut également attribué à l'actrice Emmy Sonnemann, qui n'était autre que l'épouse du président du Reichstag, Hermann Göring.  Il ne fut, en revanche, jamais prêté d'une quelconque manière que ce soit à Eva Braun, la compagne de Hitler lui-même, celui-ci préférant en effet présenter à son peuple l'image d'un homme célibataire, car « marié à l'Allemagne ».

### Les épouses des présidents de la République fédérale allemande
| Portrait | Nom d'usage             | Nom de naissance | Vie       | Président               | Mariage | Durée       |
| -------- | ----------------------- | ---------------- | --------- | ----------------------- | ------- | ----------- |
|          | Elly Heuss-Knapp        | Knapp            | 1881-1952 | Theodor Heuss           | 1908    | 1949-1952   |
|          | Wilhelmine Lübke        | Keuthen          | 1885-1981 | Heinrich Lübke          | 1929    | 1959-1969   |
|          | Hilda Heinemann         | Ordemann         | 1896-1979 | Gustav Heinemann        | 1926    | 1969-1974   |
|          | Mildred Scheel          | Wirtz            | 1932-1985 | Walter Scheel           | 1969    | 1974-1979   |
|          | Veronica Carstens       | Prior            | 1923-2012 | Karl Carstens           | 1944    | 1979-1984   |
|          | Marianne von Weizsäcker | von Kretschmann  | 1932-     | Richard von Weizsäcker  | 1953    | 1984-1994   |
|          | Christiane Herzog       | Krauss           | 1936-2000 | Roman Herzog            | 1958    | 1994-1999   |
|          | Christina Rau           | Delius           | 1956-     | Johannes Rau            | 1982    | 1999-2004   |
|          | Eva Köhler              | Bohnet           | 1947-     | Horst Köhler            | 1969    | 2004-2010   |
|          | Bettina Wulff           | Körner           | 1973-     | Christian Wulff         | 2008    | 2010-2012   |
|          | Daniela Schadt          | Schadt           | 1960-     | Joachim Gauck           |         | 2012-2017   |
|          | Elke Büdenbender        | Büdenbender      | 1962-     | Frank-Walter Steinmeier | 1995    | Depuis 2017 |

### Les épouses des chefs d'État de la République démocratique allemande
| Période   | Nom             | Vie       | Époux           | Portrait |
| --------- | --------------- | --------- | --------------- | -------- |
| 1949-1960 | Christine Pieck | -         | Wilhelm Pieck   |          |
| 1960-1973 | Lotte Ulbricht  | 1903-2002 | Walter Ulbricht |          |
| 1973-1976 | Aucune          | -         | Willi Stoph     | -        |
| 1976-1989 | Margot Honecker | 1927-2016 | Erich Honecker  |          |